# Furcula modesta
Furcula modesta är en fjärilsart som beskrevs av Hudson 1891. Furcula modesta ingår i släktet Furcula och familjen tandspinnare. Inga underarter finns listade i Catalogue of Life.